# Bdella iconica
Bdella iconica är en plattmaskart som beskrevs av Berlese 1923. Bdella iconica ingår i släktet Bdella och familjen Bdellouridae. Inga underarter finns listade i Catalogue of Life.